# Cimetière national de Baton Rouge
Le cimetière national de Baton Rouge est un cimetière national des États-Unis situé dans la paroisse d'East Baton Rouge, dans la ville de Baton Rouge, en Louisiane. Il s'étend sur 7,7 acres (3,1 ha), et à la fin de 2005, contenait 5 459 inhumations.

## Histoire

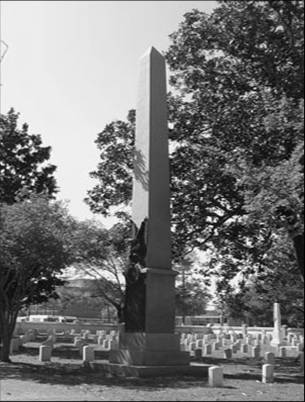
Monument du Massachusetts par John Wilson au cimetière national de Baton Rouge.

Les inhumations dans le terrain du cimetière commencent dès 1830, mais le site est principalement utilisé au cours de la guerre de Sécession pour enterrer les soldats qui sont morts à Baton Rouge et dans les environs des champs de bataille, y compris Plaquemine, et Camden. Il devient officiellement un cimetière national, en 1867(p79), et des récompenses sont données à toute personne qui signale la tombe d'un soldat de l'Union, de sorte que son corps puisse être inhumé dans le cimetière(p79).
En 1878, deux hommes, Michael et Bernard Jodd, sont embauchés pour construire un mur de briques autour du cimetière, mais avant son achèvement, les deux hommes contractent la fièvre jaune et meurent. Ils sont inhumés dans le cimetière et le mur est complété par des ouvriers locaux.

## Inhumations notables
- Général Philemon Thomas. Ses restes sont ré-inhumés dans le cimetière national en 1886. Il était un vétéran à la fois de la guerre d'indépendance et de la guerre de 1812, et il a commandé les forces qui ont capturé le fort de Baton Rouge en 1810. Il a également servi en tant que représentant du Congrès de l'État de la Louisiane lors des 22e et 23e congrès des États-Unis.
- Lieutenant général Troy Houston Middleton, vétéran de la seconde guerre mondiale et président de l'université d'État de Louisiane.